# Leptagoniates
Leptagoniates – rodzaj słodkowodnych ryb z rodziny kąsaczowatych (Characidae). 

## Występowanie
Boliwia, Ekwador i Peru.

## Klasyfikacja
Gatunki zaliczane do tego rodzaju:
- Leptagoniates pi
- Leptagoniates steindachneri

Gatunkiem typowym jest Leptagoniates steindachneri.